# 信長 (旭日の艦隊)
信長（のぶなが）は、架空戦記『旭日の艦隊』に登場する架空の航空母艦。艦名は織田信長に由来している。

## 概要
イギリス救援艦隊『旭日艦隊』の航空戦力の中心である第一遊撃打撃艦隊の中核部隊、航空基幹戦隊を信玄型航空戦艦2隻、すなわち信玄、謙信と共に構成し、航空戦力をもって対地、対艦攻撃を行う。また『装甲空母』の通称からわかるとおりアングルド・デッキ式飛行甲板は独急降下爆撃機の攻撃を考慮して装甲飛行甲板になっている。

### 諸元
- 全長:278m
- 全幅:47m
- 水線幅:33.5m
- 排水量:32,200t（基準）・41,200t（満載）
- 飛行甲板
  - 全長:270m
  - 装甲厚:102~127mm（主要部）

### 兵装
- 15cm65口径単装成層圏高角砲:4基（艦橋前後）
- 10cm65口径連装高角砲:12基（舷側）
- 25mm3連装機銃:30基
- 対空噴進弾垂直式発射機（第3次改装時に追加装備、詳細不明）

### 艦載機
総数70機前後
艦上戦闘機
神光→電征64型
艦上攻撃機
雷隼、闇鷹、閃燕
電子作戦機
雷神、星鵬

## 劇中での活躍
旭日艦隊航空戦力の要として初陣となる照和21年の心臓作戦、スカンジアビナ半島攻撃といった主に対地攻撃で華々しい戦果を数えたが照和25年、独水上艦隊攻撃後に独空軍超重爆駆逐機『アース』の機銃掃射を受けて対空火器が沈黙したところへ雷撃が命中し、乗組員の奮闘虚しくついに自沈に追い込まれることになった。

### メディア毎の相違点
原作では艦橋は戦艦を思わせる形状をし煙突も舷側煙突になっている。(舷側煙突は他の旭日艦隊所属航空母艦、尊氏、信玄型も持っている。)
しかしコミック、OVAでは艦橋はアイランド式艦橋となり、煙突も傾斜煙突になっている。なお、コミック版『紺碧の艦隊』では艦橋前後に成層圏高角砲が存在していない。